# Gymnangium arcuatum
Gymnangium arcuatum is een hydroïdpoliep uit de familie Aglaopheniidae. De poliep komt uit het geslacht Gymnangium. Gymnangium arcuatum werd in 1816 voor het eerst wetenschappelijk beschreven door Lamouroux. 